# Така започна всичко (филм)
„Така започна всичко“ (на английски: And the Band Played On) е американски драматичен ТВ филм, който излиза през 1993 г. Филмът е режисиран от Роджър Спотисуд, с участието на Матю Модин и Алън Алда. Филмът е написан от Арнолд Шулман по бетселъра на Ранди Шийлдс „And the Band Played On: Politics, People, and the AIDS Epidemic“ (1987). Премиерата на филма се състои на фестивала в Монреал, преди да бъде излъчен за първи път на 11 септември 1993 г. по HBO.

## Сюжет
В пролога филмът описва как през 1976 г. един американски епидемиолог, на име Дон Франсис, пристига в село на брега на река Ебола в Заир и открива, че много от жителите, с които е работил лекарят там, включително и той самият, са починали от загадъчно заболяване, по-късно идентифицирано като хеморагичната треска Ебола. Това е първият досег на младия епидемиолог с такава епидемия и образите на мъртвите, които той помага да бъдат изгорени го преследват когато по-късно работи като научен сътрудник по въпросите на СПИН и ХИВ от Центърът за контрол и превенция на заболяванията в Атланта.